# Bartol Franjić
Bartol Franjić (Zagreb, 14. siječnja 2000.) hrvatski je nogometaš koji igra na poziciji središnjeg beka, lijevog beka i defenzivnog veznog. Trenutačno igra za Veneziju.

## Klupska karijera

### Dinamo Zagreb
Bartol Franjić završio je nogometnu školu zagrebačkog Dinama. Za Dinamo Zagreb II debitirao je 24. kolovoza 2018. u utakmici 2. HNL protiv Sesveta koje je druga momčada Dinama dobila 2:1. Svoj prvi gol za Dinamo Zagreb II postigao je 5. listopada 2019. u utakmici protiv Šibenika koja je završila 2:2. Za Dinamo Zagreb debitirao je 17. lipnja 2020. u utakmici 1. HNL protiv Slaven Belupa kojeg je Dinamo pobijedio 3:2. U kupu je debitirao 26. rujna protiv Ferdinandovca koji je poražen s visokih 1:7. U UEFA Europskoj ligi debitirao je 22. listopada u utakmici bez golova odigranoj protiv Feyenoorda. Svoj prvi i jedini gol za Dinamo postigao je 10. kolovoza 2021. u uzvratoj utakmici trećeg kvalifikacijskog kola UEFA Lige prvaka 2021./22. protiv varšavske Legije koja je izgubila susret 0:1.

### Wolfsburg
Dana 27. lipnja 2022. Franjić je prešao u Wolfsburg za navodnih 7,5 milijuna eura, uz postotak od idućeg transfera. Za Wolfsburg je debitirao 30. srpnja u utakmici DFB-Pokala u kojoj je Carl Zeiss Jena poražena 0:1. U Bundesligi je debitirao i asistirao 3. rujna kada je Wolfsburg izgubio 2:4 of Kölna.

### Darmstadt 98 (posudba)
Wolfsburg je 18. kolovoza 2023. posudio Franjiću bundesligaškom klubu Darmstadt 98. Za novi klub debitirao je dva dana kasnije u ligaškoj utakmici u kojoj je Eintracht Frankfurt pobijedio s minimalnih 1:0.

### Šahtar Donjeck (posudba)
Franjića je 9. srpnja 2024. Wolfsburg posudio ukrajinskom klubu Šahtar Donjeck. Debitirao je 18. kolovoza u ligaškoj utakmici protiv kluba Livij Bereg Kijev koji je poražen s minimalnih 0:1. U kupu je debitirao 30. listopada u utakmici osmine finala u kojoj je luganska Zorja eliminirana s 1:0. Za Šahtar je u UEFA Ligi prvaka zaigrao 6. studenog kada je Young Boys izgubio 2:1. Klupski prvijenac postigao je 23. studenog u ligaškom susretu protiv Inguleca koji je završio 6:0.

### Dinamo Zagreb (posudba)
Franjić je 4. siječnja 2025. posuđen zagrebačkom Dinamu, svom bivšem klubu.

### Venezia (posudba)
Posuđen je talijanskom drugoligašu Veneziji 10. srpnja 2025. do kraja sezone.

## Reprezentativna karijera
Nastupao je za sve selekcije Hrvatske od 14 do 21 godine.

## Priznanja

### Klupska
Dinamo Zagreb
- 1. HNL (3): 2019./20., 2020./21., 2021./22.
- Hrvatski nogometni kup (1): 2020./21.

## Vanjske poveznice
- Bartol Franjić, Hrvatski nogometni savez
- Bartol Franjić, Soccerway (engl.)
- Bartol Franjić, Transfermarkt (engl.)